# Cirenska škola
Cirenjani su sljedbenici grčke filozofske škole, koju je osnovao Sokratov učenik Aristip iz Cirene oko 380. pr. Kr.
Apsolutizirajući eudaimonističku stranu Sokratove etike, prema kojoj je sreća cilj moralnog djelovanja, oni dobro određuju kao nasladu, koja proizlazi iz zadovoljenog htijenja. Pri tome je svejedno što je predmet htijenja i naklonosti, jer je prvenstveno riječ o intenzitetu osjećaja zadovoljstva, koje je ipak najjače kod osjetilnog tjelesnog užitka. Prema Cirenjanima, krjepost nije ništa drugo nego sposobnost uživanja. Međutim, istinski uživati može samo obrazovan čovjek, koji zna razumno procijeniti i među različitim užicima odabrati one koji omogućuju najvišu ugodu, tj. onu koja je pomiješana s najmanje neugode.

## Relevantni članci
- cinička škola
- megarska škola